# Wedy
Wedy, Weda (dewanagari वेद „wiedza”) – święte księgi hinduizmu, najstarsza grupa religijnych tekstów sanskryckich, które stanowiły całość ówczesnej wiedzy człowieka o świecie ludzi i bogów; antologia tekstów z różnych okresów, o różnej tematyce, budowie i przeznaczeniu. Objętością Wedy przewyższają Biblię sześciokrotnie.

## Podział
Wedy dzielą się na trzy rodzaje:
- śruti – „objawienie”, dosłownie „to, co usłyszane”;
- njaja – wiedza opierająca się na logice.

Najstarsze i najświętsze księgi to cztery sanhity (zbiory), które służyły jako „mszały” w obrzędzie ofiary wedyjskiej (śrauta, jadźńa):
- Rygweda – „wiedza hymnów pochwalnych” (ryć) – 1028 hymnów ułożonych w dziesięć mandali
- Jadźurweda – „wiedza formuł ofiarnych” (jadźus)
- Samaweda – „wiedza śpiewów ofiarnych” (saman)
- Atharwaweda – „wiedza zaklęć magicznych” – zbiór formuł magicznych, zaklęć i egzorcyzmów najpóźniej włączony do kanonu.

Poszczególne sanhity przypisano kapłanom biorącym udział w odprawianiu ofiary wedyjskiej:
- hotar – recytował hymny Rygwedy, głosząc chwałę bogów i zapraszając ich do udziału w ofierze.
- udgatar („kantor”) – śpiewał teksty Samawedy.
- adhwarju (wykonywał wszelkie czynności manualne związane z obrzędem) – recytował półgłosem formuły Jadźurwedy.
- brahman (główny kapłan, który czuwał nad poprawnością wszelkich czynności związanych z ofiarą) – miał recytować w myślach zaklęcia Atharwawedy, chroniąc w ten sposób uczestników przed niebezpiecznymi skutkami potencjalnych uchybień w obrządku.

Z każdą sanhitą wiążą się młodsze teksty: brahmany, aranjaki i upaniszady. Czasem mianem „Weda” określa całą taką grupę tekstów.

## Historia
Najwcześniejszy tekst w zbiorze, Rygweda, powstał prawdopodobnie pomiędzy 1500 a 1200 rokiem p.n.e., choć niektórzy badacze uważają, że powstał wcześniej. Najnowszy tekst wśród Wed, Upaniszady, został prawdopodobnie zredagowany pomiędzy 600 a 300 r. p.n.e., tekst zdradza wpływy buddyjskie, więc jego cześć musiała powstać po Buddzie, którego daty życia szacuje się na IV i V wiek p.n.e.. Wg niektórych naukowców Upaniszady powstały wcześniej, pomiędzy 800 a 600 r. p.n.e.. Niezwykłą cechą Wed jest fakt, że były przekazywane w formie ustnej przez 3000 lat.

## Objawienie i przekaz
Wyznawcy hinduizmu uznają, że wedy są wieczne, istnieją od zawsze.
Objawienie wedyjskie to proces usłyszenia wed przez pradawnych ryszich i przetransponowanie ich w formę językową.
Początkowo wedy przekazywano tylko ustnie. Dopiero później wszystkie zbiory zebrano i skodyfikowano. Miał to uczynić wieszcz Wjasa (dewanagari: व्यास, trl. Vyāsa, ang. Vyasa), którego imię wywodzi się od słowa sanskryckiego „porządkować, redagować”. W rzeczywistości proces kodyfikacji zapisu Wed był długotrwały i angażował wielu ludzi, a początek zapisu prawdopodobnie miał miejsce ok. VIII w. p.n.e.
Wedy zapisano w archaicznej formie sanskrytu zwanej językiem wedyjskim. Jest on jednym z najstarszych języków indoeuropejskich, w którym zachowały się zabytki pisane.

## Kontynuacja
Stopniowo wokół Wed narosła olbrzymia literatura: studia, glosy, komentarze. Najsłynniejszym komentatorem Wed był Sajana, żyjący w drugiej połowie XIV wieku.